# 뉴클레오타이드

이 뉴클레오타이드는 5탄당인 리보스(가운데), 핵염기인 아데닌(오른쪽 위), 1개의 인산 부분(왼쪽)을 포함하고 있다. 아데닌과 리보스의 결합은 아데노신이라는 뉴클레오사이드를 형성한다. 뉴클레오사이드에 인산이 결합하면 뉴클레오타이드가 되며 인산이 1개일 경우 아데노신 일인산(AMP)라는 이름의 RNA의 구성 요소가 된다.

뉴클레오타이드(영어: nucleotide)는 뉴클레오사이드와 인산으로 구성된 유기 분자이다. 뉴클레오타이드는 중합체인 핵산의 단위체이다. 디옥시리보핵산(DNA)과 리보핵산(RNA)은 모두 지구 상의 모든 생명체에 필수적인 생체분자이다. 뉴클레오타이드는 음식물로부터 얻을 수 있으며 간에서 일반적인 영양소로부터 합성되기도 한다.
뉴클레오타이드는 핵염기, 5탄당(리보스 또는 디옥시리보스), 1~3개의 인산으로 구성된 인산의 3가지 성분으로 구성된다. DNA의 4가지 핵염기는 구아닌, 아데닌, 사이토신, 티민이며, RNA에서는 티민 대신 유라실이 사용된다.
뉴클레오타이드는 또한 기본적인 세포 수준에서 물질대사에 중심적인 역할을 한다. 뉴클레오타이드는 뉴클레오사이드 삼인산인 아데노신 삼인산(ATP), 구아노신 삼인산(GTP), 사이티딘 삼인산(CTP), 유리딘 삼인산(UTP)의 형태로 화학 에너지를 제공한다. 뉴클레오사이드 삼인산들은 아미노산 합성, 단백질 합성, 세포막 합성, 세포 및 세포 부분(세포 내부 및 세포 간 모두) 이동, 세포 분열 등을 포함한 에너지를 요구하는 많은 세포 기능들을 위해 세포 전체에 걸쳐 분포되어 있다. 또한 뉴클레오타이드는 세포 신호전달(고리형 구아노신 일인산(cGMP) 및 고리형 아데노신 일인산(cAMP))에 참여하고 효소 반응의 중요한 보조 인자(예: 조효소 A, FAD, FMN, NAD+ 및 NADP+)에 통합된다.
생화학 실험에서 뉴클레오타이드는 방사성 동위원소를 사용하여 방사성 표지되어 방사성 뉴클레오타이드를 생성할 수 있다.
5-뉴클레오타이드는 보통 효모 추출물의 형태로 감칠맛을 향상시키기 위한 식품 첨가물로 향미 증강제에 사용된다.

## 구조

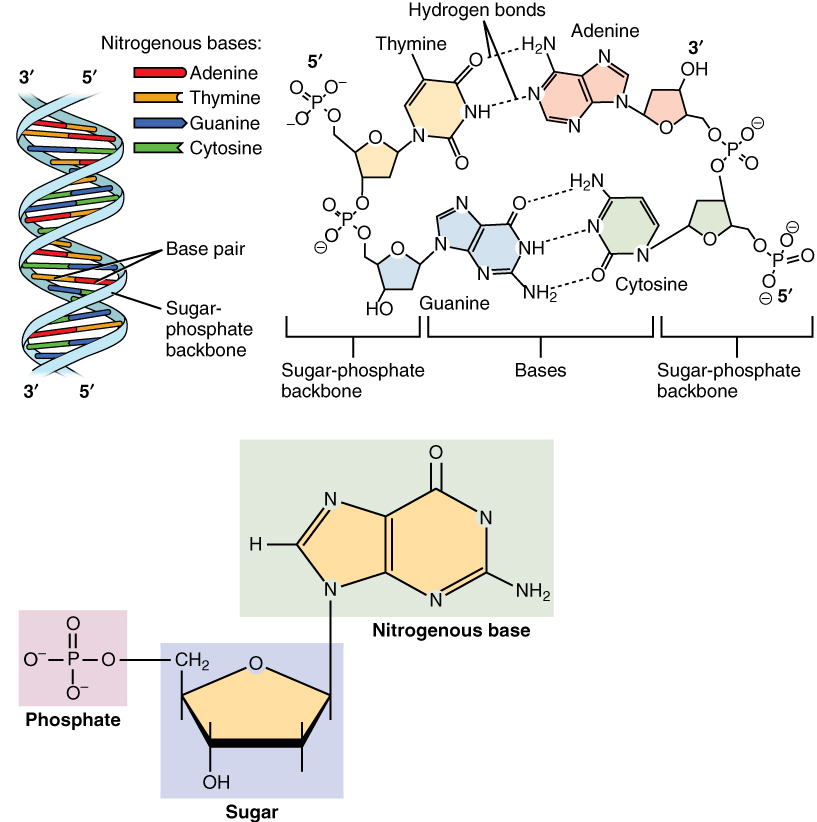
핵산 구조 내 뉴클레오타이드의 배열 표시: 왼쪽 하단에 뉴클레오사이드 일인산이 나타나 있으며, 질소 염기는 염기쌍의 한쪽을 나타낸다. 오른쪽 상단에 아데닌(A)과 티민(T) 사이에는 2개의 수소 결합이, 구아닌(G)과 사이토신(C) 사이에는 3개의 수소 결합이 형성되는 것이 나타나 있다. 뉴클레오타이드 단량체들은 당과 인산이 사슬처럼 결합되어 왼쪽 상단에 표시된 것처럼 핵산의 두 골격(이중 나선)을 형성한다.

뉴클레오타이드는 5개의 탄소로 구성된 당 분자인 5탄당, 핵염기(5탄당과 핵염기가 결합된 화합물을 뉴클레오사이드라고 함), 1~3개의 인산으로 구성된 인산의 3가지 독특한 화학적 하위 단위들로 구성되어 있다. 뉴클레오타이드는 인산 부분을 구성하는 인산의 수에 따라 뉴클레오사이드 일인산, 뉴클레오사이드 이인산, 뉴클레오사이드 삼인산으로 구분할 수 있다.
핵산에서 뉴클레오타이드는 퓨린 계열 염기 또는 피리미딘 계열 염기(즉, 질소 염기로도 알려진 핵염기 분자)를 포함하며, 5탄당이 리보스인 경우 리보뉴클레오타이드, 5탄당이 디옥시리보스인 경우 디옥시리보뉴클레오타이드라고 한다. 두 개의 인접한 뉴클레오타이드 단량체에서 인산 분자는 5탄당 분자와 반복적으로 결합하여 뉴클레오타이드 단량체를 긴 사슬의 핵산 중합체로 연결시킬 수 있다. 이러한 5탄당과 인산의 결합은 단일 가닥 또는 이중 나선을 만들기 위한 골격을 형성한다. 새로운 가닥의 합성에서 합성의 방향성은 5' 말단에서 3' 말단으로(읽는법: 5 프라임 말단에서 3 프라임 말단으로) 진행되며, 여기서 5'과 3'은 뉴클레오타이드의 5탄당의 탄소 위치를 지칭한다. 이중 나선을 이루고 있는 두 가닥은 양 말단의 방향이 서로 반대인 역평행 구조이다. 퓨린 계열 염기와 피리미딘 계열 염기 사이에 상보적 염기쌍이 형성되며, 이는 DNA의 정보를 복제하거나 전사하는 데 필수적이다.
핵산은 단위체인 뉴클레오타이드들의 결합으로 형성되는 중합체이다. 퓨린 계열 염기인 아데닌과 구아닌, 피리미딘 계열 염기인 사이토신은 DNA와 RNA에 모두 존재하는 반면, 피리미딘 계열 염기인 티민은 DNA에, 유라실은 RNA에 존재한다. 아데닌은 항상 티민과 염기쌍을 형성하고, 구아닌은 항상 사이토신과 염기쌍을 형성한다. 아데닌과 티민 사이에는 2개의 수소 결합이, 구아닌과 사이토신 사이에는 3개의 수소 결합이 형성된다.
단일 뉴클레오타이드는 중합체인 핵산을 구성하기 위한 빌딩 블록이 될 뿐만 아니라 단백질 및 기타 신호전달 분자의 활성을 조절하는 데 사용되는 인산기의 공급원으로서, 그리고 보통 산화환원반응을 수행하는 효소 보조 인자로서 세포의 에너지 저장 및 공급, 세포 신호전달에서 역할을 한다. 세포 신호전달에 사용되는 고리형 뉴클레오타이드는 인산기가 동일한 당 분자의 5'-하이드록실기 및 3'-하이드록실기와 결합함으로써 형성된다. 일부 세포 신호전달 뉴클레오타이드는 당의 다른 위치에 여러 인산기가 붙어있다는 점에서 표준 단일 인산기 입체 배치와 다르다. 뉴클레오타이드 보조 인자는 글리코사이드 결합을 통해 당에 부착되는 니코틴아마이드와 플라빈을 포함한 더 넓은 범위의 작용기들을 포함하며, 플라빈의 경우 리보스는 다른 뉴클레오타이드들에서 볼 수 있는 고리형을 형성하기보다는 선형으로 존재한다.

뉴클레오타이드의 세 가지 구성 요소들이 표시되어 있다. 1~3개의 인산이 뉴클레오사이드(염기+5탄당) (노란색, 파란색, 녹색)에 결합된다. 뉴클레오사이드에 1개의 인산(인산은 빨간색으로 표시됨)이 결합하여 뉴클레오사이드 일인산이라고하는 뉴클레오타이드가 형성된다. 여기에 두 번째 인산이 결합하면 뉴클레오사이드 이인산이 형성되고, 세 번째 인산이 결합하면 뉴클레오사이드 삼인산이 형성된다. 염기로 표시된 질소 염기(핵염기)는 5탄당과 글리코사이드 결합으로 연결되어 있다. 5가지 기본 염기 또는 표준 염기(퓨린 계열 염기 및 피리미딘 계열 염기) (파란색)는 모두 오른쪽에 나타나 있다.

비핵산 뉴클레오타이드의 예
- cAMP – 5' 위치 및 3' 위치 모두에서 단일 인산과 결합된 고리형 뉴클레오타이드 신호전달 분자
- pppGpp – 5'-인산 및 3'-인산을 모두 가지고 있는 뉴클레오타이드 신호전달 분자
- NADP – 다이뉴클레오타이드인 효소의 보조 인자
- FAD – 리보스 중 하나가 고리형이 아닌 선형 구조를 갖는 다이뉴클레오타이드인 효소의 보조 인자

## 합성
뉴클레오타이드는 생체 외 및 생체 내 모두에서 다양한 수단에 의해 합성될 수 있다.
생체 외에서 보호기는 실험실에서의 뉴클레오타이드의 생성 중에 사용될 수 있다. 정제된 뉴클레오사이드는 보호되어 포스포아미다이트를 생성하고, 이는 자연에서 발견되지 않는 유사체를 얻거나 올리고뉴클레오타이드를 합성하는 데 사용할 수 있다.
생체 내에서 뉴클레오타이드는 새로 합성되거나 회수 경로를 통해 재활용될 수 있다. 뉴클레오타이드 신생합성에 사용되는 구성 요소들은 탄수화물 대사와 아미노산 대사의 생합성 전구체, 그리고 암모니아와 이산화 탄소로부터 유래한다. 최근에는 세포의 탄산수소염 대사가 mTORC1 신호전달에 의해 조절될 수 있다는 것이 입증되었다. 간은 뉴클레오타이드 신생합성에 관여하는 주요 기관이다. 피리미딘과 퓨린의 신생합성에는 두 가지 다른 경로가 있다. 피리미딘은 먼저 세포질에서 아스파르트산 및 카바모일 인산으로부터 공통의 전구체 고리 구조인 오로트산으로 합성되며, 여기에 인산화된 리보실 단위가 공유결합으로 연결된다. 그러나 퓨린은 먼저 고리 합성이 일어나는 당 주형으로부터 합성된다. 참고로 퓨린 뉴클레오타이드와 피리미딘 뉴클레오타이드의 합성은 특정 세포소기관이 아니라 세포질에서 여러 효소들에 의해 수행된다. 뉴클레오타이드는 유용한 부분이 합성 반응에서 재사용되어 새로운 뉴클레오타이드를 생성할 수 있도록 분해된다.

### 피리미딘 뉴클레오타이드의 합성

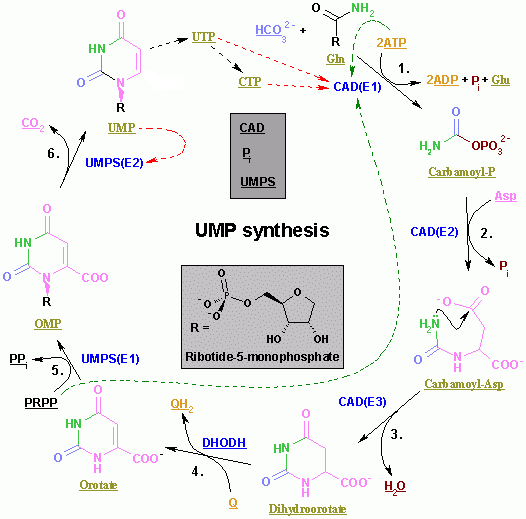
UMP의 합성색으로 표시된 것은 다음을 의미한다: 효소, 조효소, 기질, 무기 분자

피리미딘 뉴클레오타이드인 사이티딘 삼인산(CTP)과 유리딘 삼인산(UTP)의 합성은 세포질에서 일어나고 글루타민과 이산화 탄소(CO2)로부터 카바모일 인산이 형성되는 것으로 시작된다. 다음으로 아스파르트산 카바모일기전이효소는 아스파르트산과 카바모일 인산 사이의 축합 반응을 촉매하여 카바모일 아스파르트산을 형성하고 이는 다이하이드로오로테이스에 의해 4,5-다이하이드로오로트산으로 고리화된다. 4,5-다이하이드로오로트산은 다이하이드로오로트산 탈수소효소에 의해 오로트산으로 전환된다. 순반응은 다음과 같다.
(S)-다이하이드로오로트산 + O2 → 오로트산 + H2O2
오로티딜산은 인산화된 리보실 단위와 공유결합으로 연결되어 있다. 리보스와 피리미딘 사이의 공유결합은 피로인산을 포함하는 리보스 고리의 C1과 피리미딘 고리의 N1에서 일어난다. 오로트산 포스포리보실기전이효소(PRPP 전이효소)는 다음과 같이 오로니틴 일인산(OMP)을 생성하는 순반응을 촉매한다.
오로트산 + 포스포리보실 피로인산 (PRPP)  →  오로티딘 5'-일인산 + 피로인산
오로티딘 5'-일인산(OMP)은 오로티딘 5'-일인산 탈카복실화효소에 의해 탈카복실화되어 유리딘 일인산(UMP)을 형성한다. 오로트산 포스포리보실기전이효소(PRPP 전이효소)는 리보실화 및 탈카복실화 반응을 모두 촉매하여 포스포리보실 피로인산(PRPP)의 존재 하에 오로트산으로부터 유리딘 일인산(UMP)를 형성한다. 유리딘 일인산(UMP)으로부터 다른 피리미딘 뉴클레오타이드들이 유도된다. 유리딘 일인산(UMP)은 두 가지 키네이스에 의해 아데노신 삼인산(ATP)과의 두 단계의 순차적인 반응을 거쳐 유리딘 삼인산(UTP)으로 인산화된다. 두 단계에서 모두 ATP의 가수분해에 의해 에너지가 공급된다.
ATP + UMP → ADP + UDP
UDP + ATP → UTP + ADP
사이티딘 삼인산(CTP)은 CTP 합성효소의 촉매 활성에 의한 유리딘 삼인산(UTP)의 아미노화에 의해 후속적으로 형성된다. 글루타민은 NH3 공여체이며 이 반응도 역시 ATP의 가수분해에 의해 에너지가 공급된다.
UTP + 글루타민 + ATP + H2O → CTP + ADP + Pi
사이티딘 일인산(CMP)은 사이티딘 삼인산(CTP)으로부터 유도되며, 후속적으로 두 개의 인산이 소실된다.

### 퓨린 뉴클레오타이드의 합성
퓨린 뉴클레오타이드를 만드는 데 사용되는 원자들은 다음과 같이 다양한 분자들로부터 유래된다.
|  | 퓨린 고리를 구성하는 원자들의 기원 N1은 아스파르트산의 아미노기로부터 유래한다. C2와 C8은 폼산으로부터 유래한다. N3 및 N9는 글루타민의 아마이드기로부터 유래한다. C4, C5 및 N7은 글리신으로부터 유래한다. C6은 HCO3− (CO2)로부터 유래한다. |

이노신 일인산(IMP)의 합성 과정. 색으로 표시된 것은 다음을 의미한다: 효소, 조효소, 기질, 금속 이온, 무기 분자

이들 전구체가 퓨린 고리에 통합되는 퓨린 뉴클레오타이드의 신생합성은 하이포잔틴의 뉴클레오타이드인 이노신 일인산(IMP)이 생성되는 10단계의 반응들에 의해 진행된다. 아데노신 일인산(AMP)와 구아노신 일인산(GMP)는 이후에 별도의 두 단계 반응을 통해 이노신 일인산(IMP)로부터 합성된다. 따라서 퓨린 부분은 초기에 유리 염기가 아닌 리보뉴클레오타이드의 일부로 형성된다.
6가지 효소들이 이노신 일인산(IMP) 합성에 참여한다. 이 중 세 가지는 다기능성이다.
- 포스포리보실글리신아마이드 폼일기전이효소(GART) (2, 3, 5번째 반응)
- 포스포리보실아미노이미다졸 카복실화효소(PAICS) (6, 7번째 반응)
- 이노신 일인산 생성효소(ATIC) (9, 10번째 반응)

퓨린 뉴클레오타이드 신생합성 경로는 포스포리보실 피로인산(PRPP)의 형성으로 시작된다. 리보스-인산 다이포스포키네이스(PRPS1)는 주로 오탄당 인산 경로에 의해 형성되는 리보스 5-인산(R5P)를 ATP와 반응시켜 포스포리보실 피로인산(PRPP)로 활성화시키는 효소이다. 이 효소에 의한 반응은 피로인산기가 ATP로부터 리보스 5-인산(R5P)의 C1으로 직접적으로 전이되고 생성물이 C1에 대해 α 입체배치를 갖는다는 점에서 이례적이다. 이 반응은 또한 트립토판, 히스티딘 및 피리미딘 뉴클레오타이드의 합성 경로와 공유한다. 주요 대사 경로들의 교차 지점에 있고 많은 에너지를 필요로 하는 이 반응은 고도로 조절된다.
퓨린 뉴클레오타이드 생합성에 고유한 첫 번째 반응에서 아미도포스포리보실기전이효소(PPAT)는 글루타민(N), 글리신(N&C), 아스파르트산(N), 폴산(C1) 또는 CO2로부터 공여된 아마이드 질소에 의해 PRPP의 피로인산기(PPi)의 변위를 촉매한다. 이것은 퓨린 합성에서의 개입 단계이다. 이 반응은 리보스의 C1에 대한 입체배치의 역전으로 일어나며 β-5-포스포리보실아민(5-PRA)을 형성하고 앞으로 생성될 뉴클레오타이드의 아노머 형태를 확립한다.
다음으로 ATP의 가수분해에 의해 에너지가 공급되는 것과 더불어 글리신이 도입되고 카복실기는 이전에 도입된 아미노기와 공유결합을 형성한다. 그런 다음 폴산의 조효소인 10-폼일테트라하이드로폴산(N10-폼일-THF)의 탄소 원자 1개의 단위가 치환된 글리신의 아미노기에 첨가된 다음 이미다졸 고리가 닫힌다. 다음으로 두 번째 아미노기가 글루타민에서 글리신으로부터 유래한 단위의 첫 번째 탄소로 이동한다. 글리신으로부터 유래한 단위의 두 번째 탄소의 카복실화가 함께 일어난다. 이 새로운 탄소는 세 번째 아미노기 단위의 첨가에 의해 변형되며, 이번에는 아스파르트산 잔기로부터 전이된다. 마지막으로 10-폼일테트라하이드로폴산(N10-폼일-THF)로부터 두 번째 1-탄소 단위가 질소 작용기에 첨가되고 고리가 공유적으로 닫혀 공통의 퓨린 전구체인 이노신 일인산(IMP)을 형성한다.
이노신 일인산(IMP)은 두 단계를 거쳐 아데노신 일인산(AMP)으로 전환된다. 먼저, GTP의 가수분해는 아데닐로석신산 생성효소에 의해 이노신 일인산(IMP)로 아스파르트산을 첨가하는 데 필요한 에너지를 공급하여, 카보닐기의 산소를 질소로 치환하고 대사 중간생성물인 아데닐로석신산을 형성한다. 그런 다음 아데닐로석신산은 아데닐로석신산 분해효소에 의해 푸마르산을 방출하면서 아데노신 일인산(AMP)으로 전환된다.
이노신 일인산(IMP)은 이노신 일인산 탈수소효소에 의해 산화되어 잔토신 일인산(XMP)으로 전환된다. NAD+는 이 산화 반응에서 전자 수용체이다. 잔토신 일인산은 XMP-글루타민 아미도기전이효소에 의해 구아노신 일인산(GMP)으로 전환된다. 글루타민으로부터 아미노기의 전이는 ATP의 가수분해로부터 에너지를 공급받는다.

### 피리미딘과 퓨린의 분해
사람에서 피리미딘 계열의 염기(C, T, U)는 이산화 탄소(CO2)와 암모니아(NH3, 요소의 형태로 배설)로 완전히 분해될 수 있다. 하지만 퓨린 계열의 염기(G, A)는 완전히 분해되지 않는다. 대신에 퓨린은 대사적으로 불활성인 요산으로 분해되어 신체에서 배설된다. 요산은 구아노신 일인산(GMP)이 구아노신과 인산으로 분해되고, 구아노신이 질소 염기인 구아닌과 당인 리보스로 분해되는 것을 시작으로 일련의 대사 과정을 거쳐 형성된다. 구아닌은 잔틴으로 탈아미노화된 다음 요산으로 산화된다. 잔틴이 잔틴 산화효소에 의해 요산으로 전환되는 반응은 비가역적이다. 유사하게 아데노신 일인산(AMP)은 아데노신과 인산으로 분해되고, 아데노신이 탈아미노화되어 이노신으로 전환된 다음 이노신이 하이포잔틴과 리보스로 분해되는 일련의 대사 과정을 거쳐 요산으로 전환된다. 하이포잔틴은 잔틴으로 산화되고 잔틴은 최종적으로 요산으로 산화된다. 요산으로 전환되는 대신에 구아닌과 이노신 일인산(IMP)은 포스포리보실 피로인산(PRPP)와 아스파르트산(NH3 공여체)가 있는 상태에서 재활용 및 핵산 합성에 사용될 수 있다.

## 생물 발생 이전의 뉴클레오타이드의 합성
생명의 기원에 대한 이론은 그럴듯한 생물 발생 이전의 조건에서 생명의 핵심 구성 요소들을 형성할 수 있는 화학적 경로에 대한 지식을 필요로 한다. RNA 세계 가설은 원시 수프에서 RNA를 형성하기 위해 직렬로 결합하는 기본 분자인 자유 부동 리보뉴클레오타이드가 존재했다고 주장한다. RNA와 같은 복잡한 분자들은 반응성이 물리화학적 과정에 의해 지배되는 작은 분자들로부터 발생했을 것이다. RNA는 퓨린 뉴클레오타이드와 피리미딘 뉴클레오타이드로 구성되며, 둘 다 신뢰할 수 있는 정보 전달과 진화에 필요하다. 벡커(Becker) 등은 피리미딘 뉴클레오타이드가 습식-건식 주기에 의해서만 구동되는 소분자와 리보스로부터 합성될 수 있는 방법을 보여주었다. 퓨린 뉴클레오타이드는 유사한 경로로 합성될 수 있다. 5'-일인산 및 이인산은 또한 인산염 함유 광물로부터 선택적으로 형성되어 퓨린 및 피리미딘 염기 모두와 폴리리보뉴클레오타이드를 동시에 형성할 수 있다. 따라서 퓨린 및 피리미딘 RNA 빌딩 블록에 대한 반응 네트워크는 단순한 대기 또는 화산 분자에서 시작하여 확립될 수 있다.

## 비천연 염기쌍
비천연 염기쌍은 실험실에서 생성되고 자연에서는 생성되지 않는 DNA에서의 인공적인 염기쌍이다. 예로는 d5SICS와 dNaM이 있다. 소수성 핵염기를 지닌 이 인공 뉴클레오타이드는 DNA에서 d5SICS–dNaM 복합체 또는 염기쌍을 형성하는 두 개의 융합된 방향족 고리를 특징으로 한다. 대장균은 여러 세대에 걸쳐 비천연 염기쌍을 포함하는 플라스미드를 복제하도록 유도되었다. 이것은 확장된 유전 부호에 따른 유전 정보를 다음 세대로 전달하는 살아 있는 생물의 첫 번째 알려진 예이다.

## 합성 뉴클레오타이드의 의학적 활용
여러 뉴클레오타이드 유도체들이 간염 및 HIV에 대한 항바이러스제로 사용되었다. 테노포비르 디소프록실, 테노포비르 알라페나미드, 소포스부비르는 간염에 사용되는 역전사효소 저해제의 예이다. 메리시타빈, 라미부딘, 엔테카비르, 텔비부딘과 같은 특정 약물은 뉴클레오타이드이지만 인산화를 통해 생리활성 뉴클레오타이드 형태로 대사된다.

## 길이 단위
뉴클레오타이드(약어로 "nt")는 단일 가닥 핵산에 대한 일반적인 길이 단위이며, 염기쌍(bp)이 이중 가닥 핵산에 대한 길이 단위인 것과 유사하다.

## 축퇴 염기에 대한 약어 코드
IUPAC는 뉴클레오타이드에 대한 기호를 지정했다. 5가지의 염기(A, G, C, T/U)외에도 특히 PCR 프라이머를 설계할 때 종종 축퇴 염기가 사용된다. 이러한 뉴클레오타이드는 코드가 표에 나열되어 있다. 일부 프라이머 서열은 또한 비표준 뉴클레오타이드인 이노신을 암호화하는 문자 "I"를 포함할 수 있다. 이노신은 tRNA에서 발견되며 아데닌, 사이토신 또는 티민과 염기쌍을 형성한다. 그러나 이 문자는 축퇴를 나타내지 않기 때문에 다음 표에는 나타나 있지 않다. 이노신은 축퇴 "D"와 유사한 기능을 수행할 수 있지만 필요한 각 가능한 쌍을 포함하는 뉴클레오타이드의 혼합물의 표현이라기보다는 실제 뉴클레오타이드이다.
| 기호 | 설명                            | 대표 염기 | 대표 염기 | 대표 염기 | 대표 염기 | 대표 염기 |
| ---- | ------------------------------- | --------- | --------- | --------- | --------- | --------- |
| A    | 아데닌 (adenine)                | A         |           |           |           | 1         |
| C    | 사이토신 (cytosine)             |           | C         |           |           | 1         |
| G    | 구아닌 (guanine)                |           |           | G         |           | 1         |
| T    | 티민 (thymine)                  |           |           |           | T         | 1         |
| U    | 유라실 (uracil)                 |           |           |           | U         | 1         |
| W    | 약한 (weak)                     | A         |           |           | T         | 2         |
| S    | 강한 (strong)                   |           | C         | G         |           | 2         |
| M    | 아미노 (amino)                  | A         | C         |           |           | 2         |
| K    | 케토 (keto)                     |           |           | G         | T         | 2         |
| R    | 퓨린 (purine)                   | A         |           | G         |           | 2         |
| Y    | 피리미딘 (pyrimidine)           |           | C         |           | T         | 2         |
| B    | A가 아님 (B가 A 다음에 옴)      |           | C         | G         | T         | 3         |
| D    | C가 아님 (D가 C 다음에 옴)      | A         |           | G         | T         | 3         |
| H    | G가 아님 (H가 G 다음에 옴)      | A         | C         |           | T         | 3         |
| V    | T가 아님 (V가 T와 U 다음에 옴)  | A         | C         | G         |           | 3         |
| N    | 모든 염기 (any base, 갭이 아님) | A         | C         | G         | T         | 4         |

## 같이 보기
- 생물학
- 염색체
- 유전자
- 유전학
- 뉴클레오사이드
- 핵산 유사체
- 염기서열
- 핵염기

## 더 읽을거리
- Sigel, Astrid; Operschall, Bert P.; Sigel, Helmut (2017). 〈Chapter 11. Complex Formation of Lead(II) with Nucleotides and Their Constituents〉.   Astrid, S.; Helmut, S.; Sigel, R. K. O. 《Lead: Its Effects on Environment and Health》. Metal Ions in Life Sciences 17. de Gruyter. 319–402쪽. doi:10.1515/9783110434330-011. ISBN 9783110434330. PMID 28731304.
- Freisinger, E., & Sigel, R. K. (2007). From nucleotides to ribozymes—a comparison of their metal ion binding properties. Coordination Chemistry Reviews, 251(13-14), 1834-1851.